# Santos Ortiz
José Santos Ortiz Ascencio (ur. 22 stycznia 1992 w San Miguel) – salwadorski piłkarz grający na pozycji prawego skrzydłowego w klubie CD Águila.

## Kariera klubowa

### CD Dragón
Ortíz grał dla CD Dragón w latach 2011–2014. Wystąpił w barwach tego klubu 116 razy, zdobywając 5 bramek.

### CD Águila
Ortíz trafił do CD Águili 1 stycznia 2015. Zadebiutował on dla tego klubu 18 stycznia 2015 w meczu z Atlético Marte (0:0). Pierwszą bramkę zawodnik ten zdobył 15 października 2015 w wygranym 1:2 spotkaniu przeciwko CD Universidad de El Salvador.

## Kariera reprezentacyjna
| Mecze i gole w reprezentacji | Mecze i gole w reprezentacji | Mecze i gole w reprezentacji | Mecze i gole w reprezentacji | Mecze i gole w reprezentacji | Mecze i gole w reprezentacji | Mecze i gole w reprezentacji | Mecze i gole w reprezentacji               |
| Salwador U-21                | Salwador U-21                | Salwador U-21                | Salwador U-21                | Salwador U-21                | Salwador U-21                | Salwador U-21                | Salwador U-21                              |
| Lp.                          | Data                         | Miejsce                      | Gospodarz                    | Gość                         | Wynik                        | Gol                          | Rozgrywki                                  |
| ---------------------------- | ---------------------------- | ---------------------------- | ---------------------------- | ---------------------------- | ---------------------------- | ---------------------------- | ------------------------------------------ |
| 1.                           | 18.11.2014                   | Veracruz                     | Jamajka U-21                 | Salwador U-21                | 1:3                          | Gol · Gol                    | Igrzyska Ameryki Środkowej i Karaibów 2014 |
| 2.                           | 21.11.2014                   | Veracruz                     | Meksyk U-21                  | Salwador U-21                | 2:0                          |                              | Igrzyska Ameryki Środkowej i Karaibów 2014 |
| 3.                           | 22.11.2014                   | Veracruz                     | Honduras U-21                | Salwador U-21                | 2:0                          |                              | Igrzyska Ameryki Środkowej i Karaibów 2014 |
| Salwador                     |                              |                              |                              |                              |                              |                              |                                            |
| Lp.                          | Data                         | Miejsce                      | Gospodarz                    | Gość                         | Wynik                        | Gol                          | Rozgrywki                                  |
| 1.                           | 31.08.2014                   | San Salvador                 | Salwador                     | Dominikana                   | 2:0                          |                              | Mecz towarzyski                            |
| 2.                           | 15.10.2014                   | Harrison                     | Salwador                     | Ekwador                      | 1:5                          |                              | Mecz towarzyski                            |
| 3.                           | 14.11.2015                   | Coyoacán                     | Meksyk                       | Salwador                     | 3:0                          |                              | Mistrzostwa Świata 2018 – eliminacje       |
| 4.                           | 18.02.2016                   | Panama                       | Panama                       | Salwador                     | 1:0                          |                              | Mecz towarzyski                            |
| 5.                           | 03.03.2016                   | Gwatemala                    | Gwatemala                    | Salwador                     | 1:0                          |                              | Mecz towarzyski                            |
| 6.                           | 10.03.2016                   | Managua                      | Nikaragua                    | Salwador                     | 1:1                          |                              | Mecz towarzyski                            |
| 7.                           | 30.03.2016                   | San Pedro Sula               | Honduras                     | Salwador                     | 2:0                          |                              | Mistrzostwa Świata 2018 – eliminacje       |
| 8.                           | 27.03.2019                   | Waszyngton                   | Peru                         | Salwador                     | 0:2                          |                              | Mecz towarzyski                            |
| 9.                           | 02.06.2019                   | Waszyngton                   | Haiti                        | Salwador                     | 0:1                          |                              | Mecz towarzyski                            |
| 10.                          | 09.06.2019                   | Rifu                         | Japonia                      | Salwador                     | 2:0                          |                              | Mecz towarzyski                            |
| 11.                          | 26.06.2019                   | Los Angeles                  | Honduras                     | Salwador                     | 4:0                          |                              | Złoty Puchar CONCACAF 2019                 |
| 12.                          | 19.01.2020                   | Carson                       | Islandia                     | Salwador                     | 1:0                          |                              | Mecz towarzyski                            |

## Sukcesy
Sukcesy w karierze klubowej:
- Primera División de Fútbol Profesional – 1×, z CD Águila, sezon 2018/2019 (Clausura)
- Primera División de Fútbol Profesional – 4×, z CD Dragón (sezon 2013/2014 Clausura) i z CD Águila (sezony 2014/2015 Apertura, 2015/2016 Clausura i 2020/2021 Apertura)